# Ранулф Файнс
Сър Ранулф Файнс, 3-ти баронет (на английски: Ranulph Twisleton-Wykeham-Fiennes) е английски изследовател и пътешественик, писател, британски офицер.

## Биография и творчество
Файнс служи в Британската армия в продължение на 8 години, включително и със служба във войските на Султанат Оман срещу въстаниците от Дофар.
След това предприема множество експедиции. Става първия човек, стигнал до Северния и Южния полюс по суша, и първия, който прекосява Антарктика пеша. През май 2009 г., на 65-годишна възраст, изкачва връх Еверест. Според „Рекордите на Гинес“ той е най-великият жив изследовател на света. Държи няколко рекорда за издръжливост.
Файнс е написал много книги за службата си в армията и експедициите си.

## Произведения

### Самостоятелни романи
- Killer Elite (1991) – издаден и като „The Feather Men“
Елитни убийци, изд. „Intense“ (2011), прев. Евелина Пенева
- The Sett (1996)
- The Secret Hunters (2001)

### Документалистика
- Talent for Trouble (1970)
- Ice Fall in Norway (1972)
- The Headless Valley (1973)
- Where Soldiers Fear to Tread (1976)
- Hell on Ice (1979)
- To the Ends of the Earth (1983)
- Bothie the Polar Dog (1984) (с Virginia Fiennes)
- Living Dangerously (1987)
- Atlantis of the Sands (1992)
- Mind Over Matter (1993)
- Fit for Life (1998)
- Beyond the Limits (2000)
- Captain Scott (2003)
- Race to the Pole (2004)
- An Evening with Ranulph Fiennes (2005)
- Mad Bad & Dangerous to Know (2007)
- Mad Dogs and Englishmen (2009)
- My Heroes (2011)
- Cold (2013)
Студ: екстремни приключения при най-ниските температури на Земята, изд.: „Вакон“, София (2015), прев. Диляна Пчелова[1]
- Agincourt (2014)
- Heat (2015)
- Forty Shades of White (2016) (с Ginni Bazlinton)
- House of Snow (2016)
- Colder (2016)
- Fear (2016)
- The Noise of Ice: Antarctica (2016) (с Enzo Barracco)
- Armed & Dangerous (2019)